# 대우 임페리얼
대우 임페리얼(Daewoo Imperial)은 대우자동차(한국GM의 전신)가 1989년 2월에 출시한 후륜구동 고급 대형 세단이다. 대한민국 중형차 시장과 대형차 시장을 석권한 로얄 시리즈가 현대 그랜저(L)와 현대 쏘나타(Y2)의 등장으로 크게 밀려 이를 만회하고자 대우자동차가 슈퍼 살롱을 기반으로, 1989년 2월에 출시한 최고급 차종이다. 오펠 세나토르에 달렸던 보쉬 모트로닉 전자제어식 184마력 직렬 6기통 3.0ℓ SOHC 엔진을 장착했고, 오펠 세나토르의 후륜구동 플랫폼을 이용했다. C필러를 캠백 스타일로 다듬은 차체에 헤드 램프 와이퍼, 아이신 4단 자동변속기, 오토 크루즈 컨트롤, ABS 등이 장착되었다. 후기형에는 C필러에 가죽을 덧댄 랜도우 탑으로도 나왔다. 하지만 오펠제 직렬 6기통 엔진의 잦은 오버히트 등 품질이 좋지 않다는 이유로 판매가 부진하여 1993년까지 불과 863대만 생산되고 단종되었으며, 1994년에 대체 차종인 아카디아가 출시되었다. 한때 중고 매물로 등장해 화제가 되기도 했다.

## 제원
| 구분                | 3.0ℓ           |
| ------------------- | -------------- |
| 전장(mm)            | 4,934          |
| 전폭(mm)            | 1,720          |
| 전고(mm)            | 1,420          |
| 축거(mm)            | 2,668          |
| 윤거(전, mm)        | 1,447          |
| 윤거(후, mm)        | 1,421          |
| 승차 정원           | 5명            |
| 변속기              | 자동 4단       |
| 구동 형식           | 후륜구동       |
| 엔진 형식           | C30NE          |
| 배기량              | 3.0            |
| 엔진 형식           | C30NE          |
| 연료                | 가솔린         |
| 배기량(cc)          | 2,969          |
| 최고 출력(ps/rpm)   | 184/5,800      |
| 최대 토크(kg*m/rpm) | 23.5/4,200     |
| 연비(km/ℓ)          | 8.06(자동 4단) |

## 주요 특징
대우 임페리얼은 경쟁자였던 현대 그랜저가 일본식 스타일로 설계된 것에 비하면, 이 차종은 미국식 스타일로 설계되어 만들어졌던 것으로 보인다. 외형은 유럽식 차체를 기반으로 제작하였으나, 1천대 판매 목표 달성이 실패하게 되는 불행의 차종이기도 하다. 배기량도 3,000cc로 되어 있지만 실제로는 2,969cc로, 자사의 하급 모델인 로얄살롱이나 슈퍼살롱이 가지고 있던 1,979cc와 비교하면 990cc가 더 많이 나가는 특색을 둔다. 차체 길이는 슈퍼살롱보다도 약간 긴 편으로 추정된다.